# 미온
미원(일본어: 美元, みをん / みうぉん, 본명: 아시자와 유코(芦澤裕子), 1979년 6월 29일 도쿄도 ~ )은 일본의 모델 겸 배우이다.

## 이력
일본인 아버지와 한국인 어머니 사이에서 태어났다. 그의 어머니는 2000년 미스 유니버스 저팬에서 준우승을 차지한 경력을 갖고 있다. 2008년 8월 31일에 배우 타카시마 마사노부(高嶋政伸)와 결혼했으나 2012년 11월 26일에 이혼하였다.